# Ieropeo
Lo ieropèo (in greco antico: ἱεροποιός?, hieropoiós, "supervisori dei templi e dei riti sacri") nell'antica Atene era il magistrato incaricato di supervisionare i sacrifici.
Aristotele classificò gli ieropèi come tesorieri (in greco antico: ταμίαι?, tamìai) e custodi (in greco antico: ναοφύλακες?, naophýlakes).
In una delle numerose iscrizioni che si riferiscono a loro, viene fatta una distinzione tra sacerdoti (in greco antico: ἱερῆς?, hierês) e ieropèi; in un'altra iscrizione vengono classificati, assieme ai boonai e agli epimeleti dell'emporio, tra coloro che gestivano i proventi della vendita delle pelli degli animali sacrificati: il "dermatico" (in greco antico: δερματικόν?, dermatikón). Gli ieropei annuali (in greco antico: κατ᾽ ἐνιαυτὸν?, kat'eniautón) erano un corpo di dieci magistrati nominati annualmente per sorteggio: il loro compito era compiere i sacrifici di stato in generale, compresi quelli delle feste quinquennali.
Diversi grammatici affermano espressamente, citando Aristotele, che questi non compivano sacrifici per le Panatenee: tuttavia un'iscrizione del 410 a.C. riporta che durante le Panatenee 5114 dracme sono state pagate dal tesoro agli ieropei annuali per un'ecatombe.
Alcuni ieropei venivano assegnati a particolari divinità e ai loro templi, mentre altri erano eletti per particolari celebrazioni. Sono questi ultimi, probabilmente, che sono chiamati "mensili" (in greco antico: ἐπιμήνιοι?, epimènioi) in contrapposizione a quelli annuali. Demostene cita come alto onore per lui essere stato selezionato "da tutti gli Ateniesi" come uno dei tre ieropei assegnati al culto delle Erinni (in greco antico: ταῖς σεμναῖς θεαῖς?, taîs semnaîs theaîs): in questo caso la nomina sembra essere stata fatta dall'Areopago.
Tra le feste indicate come celebrate dagli ieropei ci sono quelle di Apollo Delio e di Artemide Brauronia, di Bendis, di Asclepio e della Buona Sorte (in greco antico: Ἀγαθὴ Τύχη?, Agathè Týche). Per quanto riguarda le loro funzioni, la menzione del dermatikón dimostra che gli ieropei procuravano le vittime sacrificali usando i soldi votati per questo scopo e poi si occupavano di eliminarne le pelli; l'uccisione veniva probabilmente compiuta da sacerdoti inferiori, ma gli ieropei dovevano iniziare le cerimonie sacrificali (in greco antico: κατάρξασθαι τῶν ἱερῶν?, katàrxasthai tôn hierôn). Per questo motivo gli ieropei, pur essendo funzionari pubblici, a volte erano rappresentati dai grammatici come sacerdoti.